# Cisek (gmina)
Cisek est une gmina rurale du powiat de Kędzierzyn-Koźle, Opole, dans le sud-ouest de la Pologne. Son siège est le village de Cisek, qui se situe environ 8 km au sud de Kędzierzyn-Koźle et 47 km au sud-est de la capitale régionale Opole.
La gmina couvre une superficie de 70,89 km2 pour une population de 6 768 habitants.

## Géographie
La gmina inclut les villages de Cisek, Błażejowice, Dzielnica, Kobylice, Landzmierz, Łany, Miejsce Odrzańskie, Nieznaszyn, Podlesie, Przewóz, Roszowice, Roszowicki Las, Steblów et Sukowice
La gmina borde les gminy de Kuźnia Raciborska et Rudnik.